# Gaston Hamelin
Pour les articles homonymes, voir Hamelin.
Gaston Hamelin (né le 27 mai 1884, décédé le 8 septembre 1951) est un clarinettiste français et professeur.

## Biographie
Né à Saint-Georges-sur-Baulche (Yonne), Gaston Hamelin remporte le premier prix de clarinette au Conservatoire de Paris en 1904 sous la direction du professeur Charles Turban. 
Il était un soliste reconnu, devenant le premier à interpréter la Première rhapsodie pour clarinette de Claude Debussy en 1919 avec l'orchestre des Concerts Pasdeloup sous la direction de Rhené-Baton ; On pense également qu'il est le premier à enregistrer ce travail,. 
Gaston Hamelin a déménagé aux États-Unis en 1926 pour prendre le poste de clarinettiste solo à l'orchestre symphonique de Boston. Il a joué avec cet orchestre de 1926 à 1932, mais ne s'est  pas vu offrir de renouvellement de contrat parce que le chef d'orchestre Serge Koussevitzky désapprouvait sa pratique de jouer sur une clarinette en métal Selmer au lieu d'un instrument en bois de grenadille plus traditionnel,,. Une anecdote à propos de son licenciement révèle qu'il a répondu aux louanges de sa performance lors d'une répétition en agitant son instrument en l'air, ce qui a fait «enrager» Koussevitzky.
Au début des années 1930, Hamelin retourne en France, où il est actif en tant que soliste et professeur particulier. Son approche pédagogique était remarquable pour préconiser une embouchure à double lèvre, qui était moins courante que celle à lèvre simple, mais était créditée d'une embouchure réduite et d'une fluidité accrue du ton,. On compte parmi ses élèves Rosario Mazzeo, Joseph Allard et Ralph McLane. Il est reconnu comme pédagogue et comme le fondateur de l'école "américaine" de clarinette et on lui attribue une influence significative sur le développement de la pratique de l'interprétation en France et aux États-Unis.
Il a été soliste à l'Orchestre national de la Radiodiffusion Française. Il fonde, en 1934, le renommé quintette à vent de l'Orchestre National de la Radiodiffusion Française », qui se produit souvent avec Jean Françaix.

« envoi a.s. : « Au Maître Gaston Hamelin, le “Casals” de la clarinette » »

— Marcel Gennaro
Il a été essayeur de clarinettes pour la maison Selmer et contribua à la mise au point du modèle "Balanced Tone".
Son fils Armand Hamelin, né en 1907, a joué de la clarinette basse dans l'Orchestre symphonique de Boston pendant les deux dernières années du mandat de son père.

## Publications
Il a publié une méthode Gammes et Exercices pour clarinette chez les éditions Alphonse Leduc à Paris.
Il a retranscrit et adapté de nombreuses partitions pour clarinette:
- Ravel, pièce en forme de habanera, d'après Vocalise-étude en forme de habanera, arr. pour clarinette en sib et piano en 1926 (AL17597)